# CV 29
Carro Veloce 29 – włoska tankietka produkowana w latach 1929–1930 wzorowana na brytyjskim pojeździe Vickers Carden Loyd Mark VI. Łącznie zbudowano 21 sztuk pojazdu, używanego w początkowym okresie II wojny światowej. W porównaniu z brytyjskim pierwowzorem CV 23 miała szersze gąsienice, dzięki czemu zmniejszyły się naciski jednostkowe i poprawiła zdolność do pokonywania przeszkód terenowych.